# Herder-Schule Wuppertal
Die Herder-Schule Wuppertal ist eine staatlich anerkannte, private ganztägliche Ergänzungsschule in Wuppertal. Sie ist benannt nach Johann Gottfried Herder. In ihren pädagogischen Zielvorstellungen orientiert sich die Schule an den Ideen Herders, Maria Montessoris, Georg Kerschensteiners, Hermann Lietzs, Peter Petersens und Rudolf Steiners. Die Schule gliedert sich in die Sekundarstufe I (Klassen 5–10) und Sekundarstufe II (Klassen 11–13). Die erreichbaren Abschlüsse sind die Fachoberschulreife und das Abitur. Die Abschlussprüfungen werden durch die Bezirksregierung Düsseldorf zentral extern durchgeführt. Schulleiterin ist seit 2016 Britta Norpoth.

## Geschichte
Die Geschwister und Lehrerinnen Sarres (ihr Vater war Lehrer an der Elberfelder Realschule) gründeten 1872 die private Höhere Töchterschule oder Sarresschule in Elberfeld. Zum Lehrangebot der neuen Schule gehörten Religionsunterricht, Mathematik, Naturwissenschaften, Französisch, Englisch, Handarbeit, Musikunterricht und Tanz. 1922 übernahm Hans Borgs-Maciejewski die inzwischen fünfzig Jahre alte Mädchenschule und gründete gleichzeitig im selben Jahr das nach dem Dichter der Weimarer Klassik benannte Schiller-Pädagogium, eine höhere Schule für Jungen. Die Mädchenschule wurde nach dem Dichter und Philosophen Johann Gottfried Herder umbenannt. Im selben Jahr wurde die 1889 gegründete private Volksschule der Herder-Schule angegliedert. Borgs-Maciejewski führte die Schule noch weitere fünfzig Jahre. 1943 wurde die Schule von der NS-Diktatur geschlossen und verlor durch die alliierte Bombardierung Wuppertals fast zeitgleich ein Schulgebäude. Der Unterricht für die letzten etwa fünfzig Schüler, unter anderem auch mit jüdischen Wurzeln, war damit beendet.
Nach 1945 wurde durch Initiative von Pädagogen, der Elternschaft und Spendern ein Tagesheim eingerichtet, in dem Kinder eine Mahlzeit erhielten. 1954 fand die Herder-Schule in der Schmits'schen Villa mit ihrem mehrere tausend Quadratmeter großen Park in der Luisenstraße 136 ihr jetziges Zuhause, nachdem sie vorher teilweise noch in Baracken auf dem Laurentiusplatz untergebracht gewesen war. Etwas später wurde das benachbarte Kutscherhaus erworben, das als erste fest umbaute „Garage“ Wuppertals gilt. Die Jungen des Schiller-Pädagogiums wurden 1966 in die Herder-Schule integriert.
Heinz Reinecke war Schulleiter von 1951 bis 1976. Von 1976 bis 1980 leitete Günter Rauch die Schule. Ihm folgte Dirk Norpoth im Amt, der 2016 die Leitung der Schule an seine Tochter Britta Johanna Norpoth übergab.

### Villa Schmits

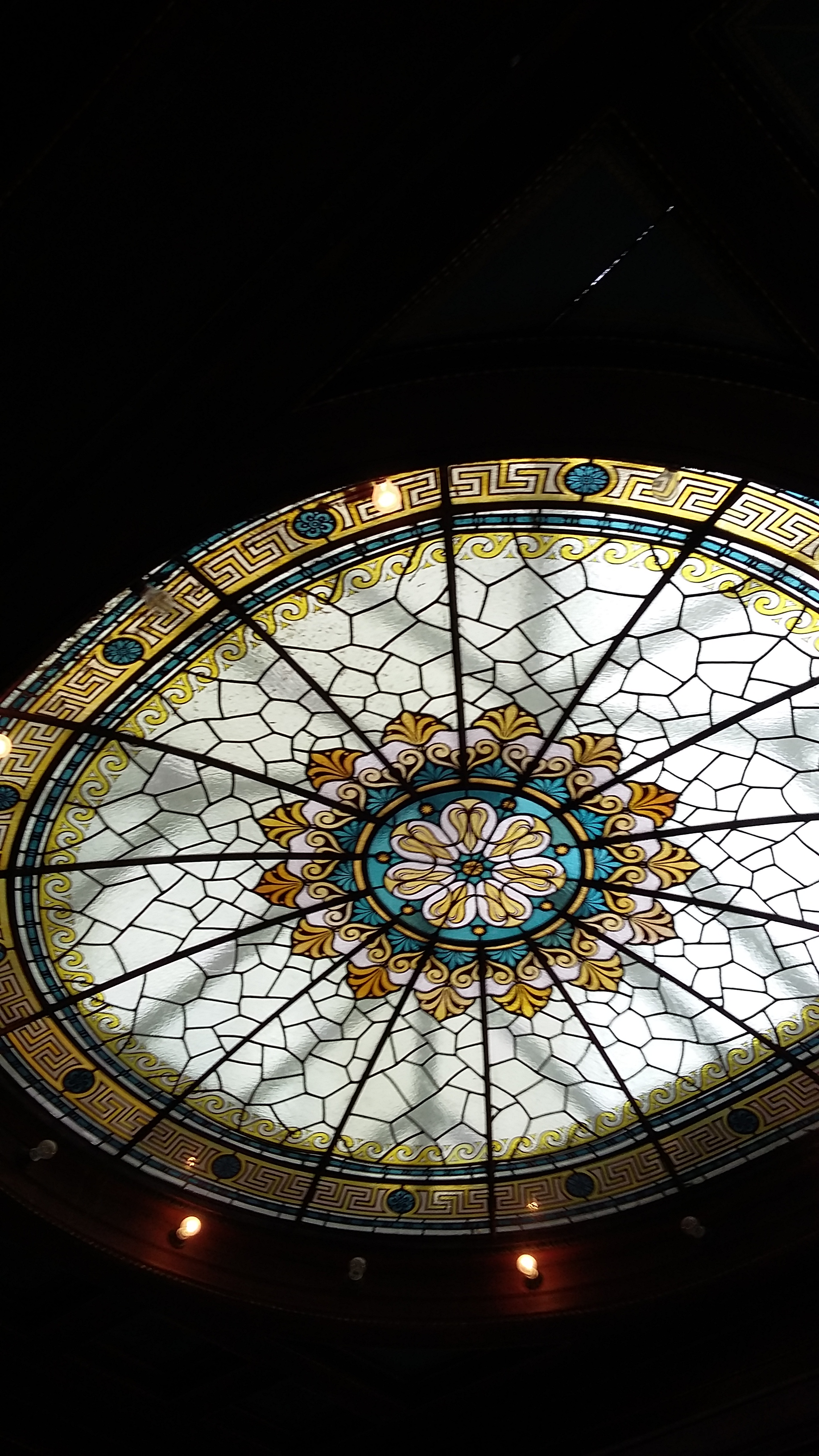
Villa Schmits, Wintergarten

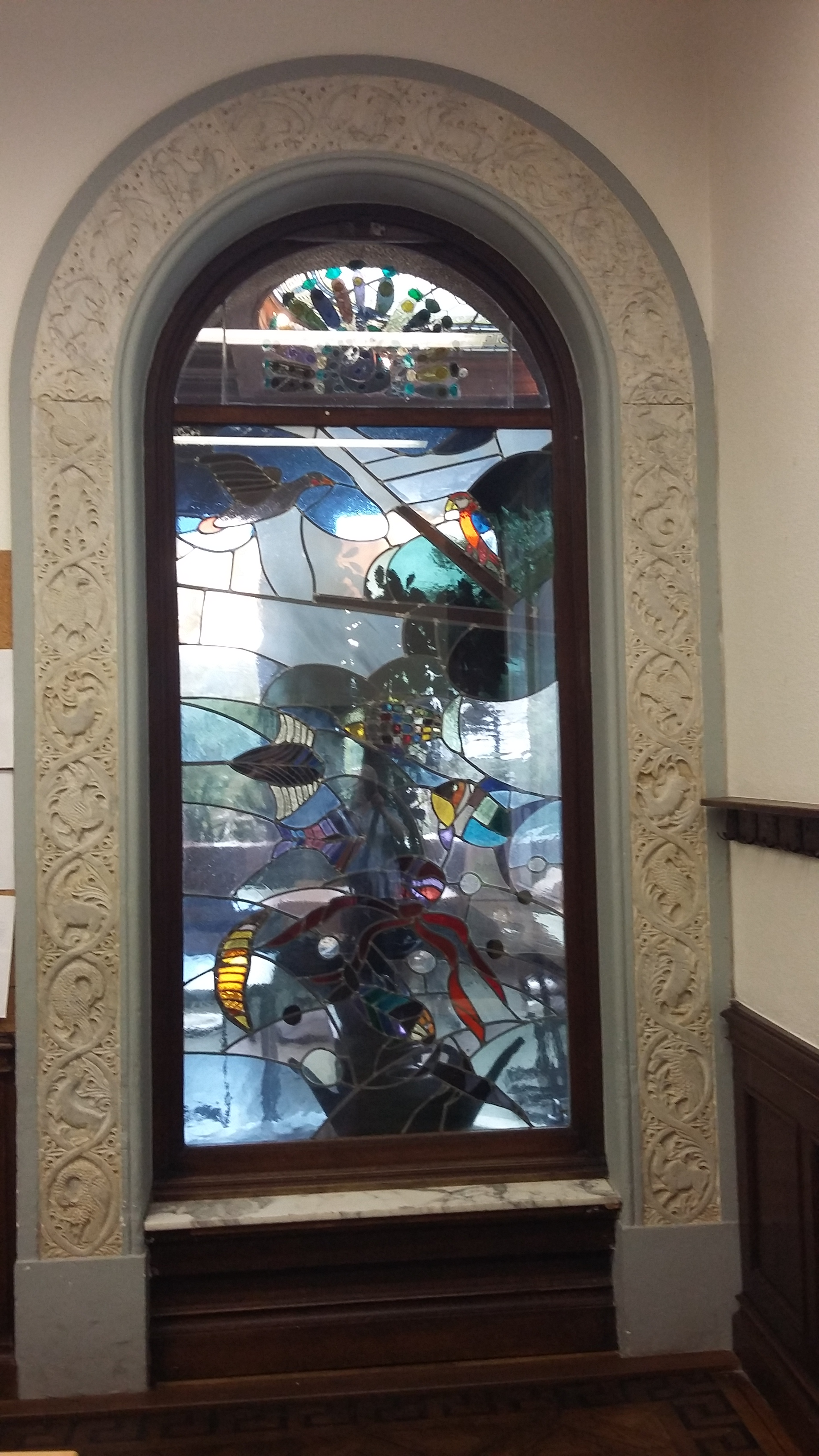
Villa Schmits, romanischer Torbogen

Erbauer der spätklassizistischen Villa war der in Elberfeld ansässige Architekt Heinrich Bramesfeld. Bauherr der Villa war der Elberfelder Fabrikant und Mäzen Kommerzienrat Julius Adolf Schmits (1825–1899), der hier mit seiner Ehefrau Luise de Landas lebte, mit der er zwei Kinder hatte.
Sein Sohn Julius Schmits (1855–1916) tat sich nach Aufgabe seiner Firma als Mäzen des heutigen Von der Heydt-Museums hervor. Nach dem Namensgeber war Schmits der größte private Mäzen des Hauses. Mit der Familie Von der Heydt waren die Schmits durch Heirat verbunden. Julius Schmits hatte Ida Haarhaus (1861–1954), eine Schwester Selma von der Heydts, geheiratet und war mit ihr in die Villa oberhalb der Luisenstraße gezogen. Nach seinem Tod lebte Ida Schmits bis zu ihrem Tod mit kurzen Unterbrechungen weiterhin in der Villa. Einem Nachruf zufolge war ihre Villa in der Luisenstraße „ein geistiges und gesellschaftliches Zentrum in Elberfeld“. 1943 zog das Bankhaus von der Heydt-Kersten & Söhne vorübergehend in das Erdgeschoss ein, nachdem das Stammhaus am heutigen Kerstenplatz bei einem Luftangriff auf Wuppertal zerstört worden war. Nach dem Tod von Ida Schmits 1954 bezog die Herder-Schule das Gebäude. 1987 wurde die Villa unter dem Namen Villa Neuhaus als 1000. Baudenkmal der Stadt Wuppertal unter Denkmalschutz gestellt.

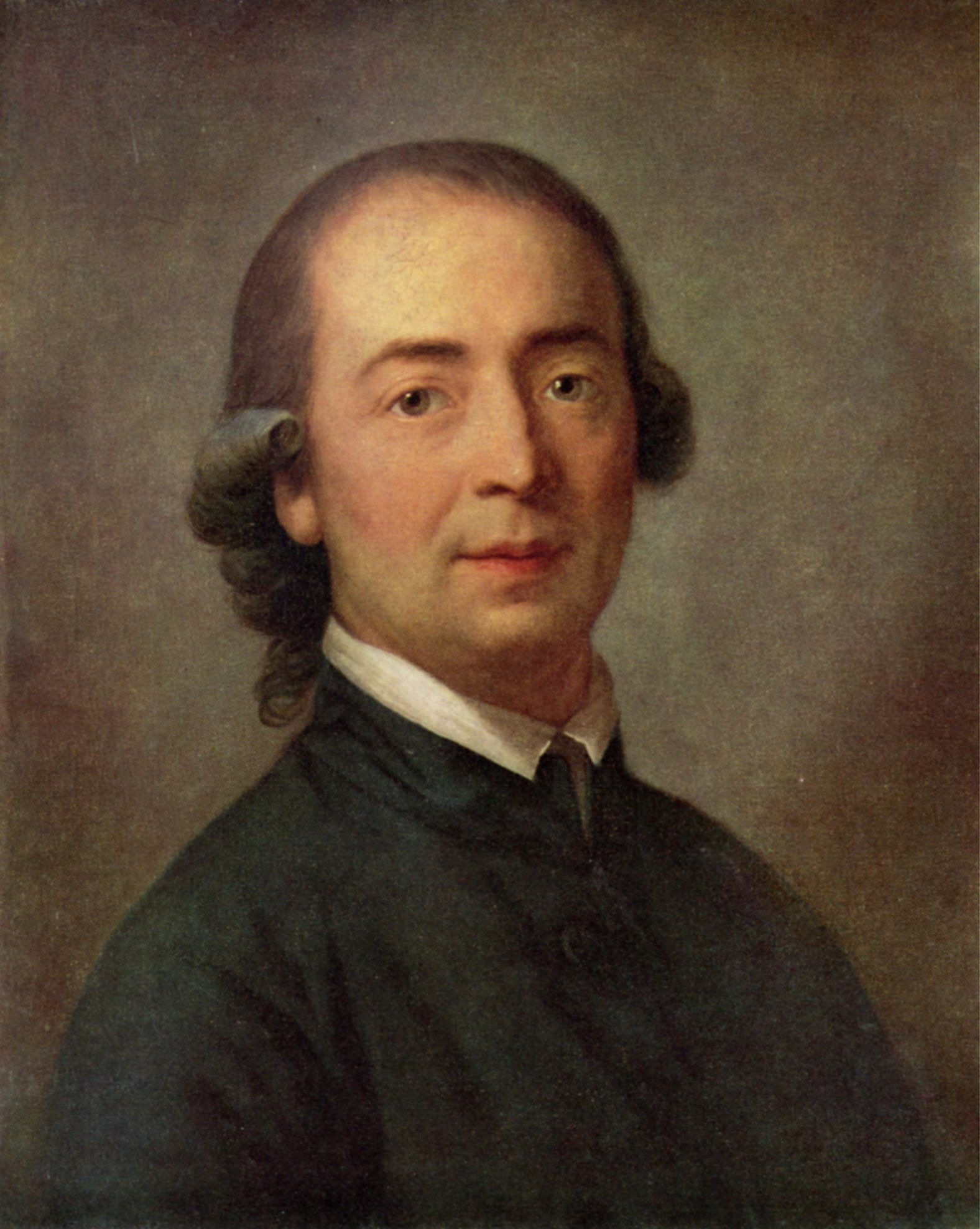
Gottfried Herder um 1785 (1744–1803)
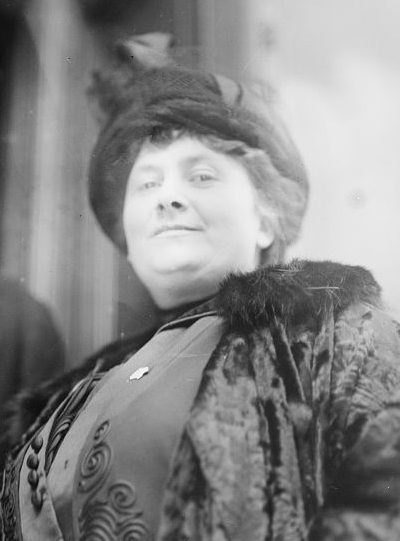
Maria Montessori
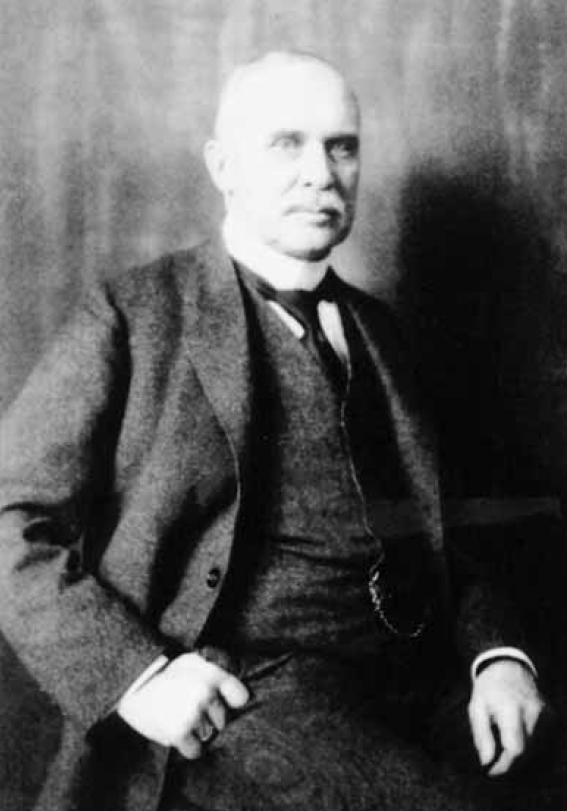
Julius Schmits um 1910 (1855–1916)
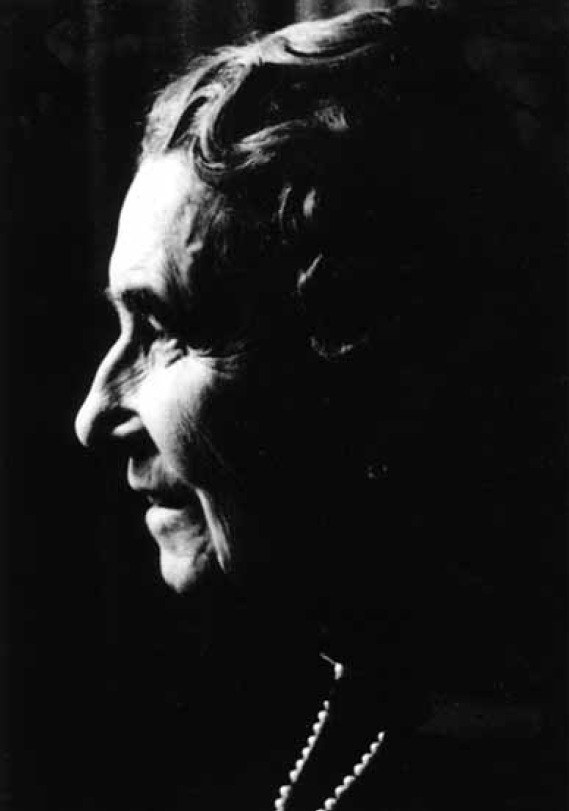
Ida Schmits um 1910 (1861–1954)

(1870–1952)
- Julius Schmits
um 1910
(1855–1916)
- Ida Schmits
um 1910
(1861–1954)

## Mitgliedschaft
Die Herder-Schule Wuppertal ist Mitglied im Bundesverband Deutscher Privatschulen e.V., in der Deutschen Montessori-Gesellschaft sowie der International Schools Association.

## Filmkulisse
1987 wurden in der Villa Schmits Teile des Films Dr. Robert Schumann, Teufelsromantiker mit Will Quadflieg in der Hauptrolle gedreht. 2006 diente die Villa als Filmkulisse für die Produktion Schiri im Abseits. 2021 wurde dort für die Dokumentation Die Brüder Grimm – Mehr als Märchen gedreht, die erstmals am 20. Februar 2022 in Arte gezeigt wurde.